# GMC Software
Die GMC Software AG ist ein Softwareunternehmen für das Kundenkommunikationsmanagement (Customer Communications Management bzw. CCM). Mit Hauptsitz in Appenzell, Schweiz, hat das Unternehmen weltweit 690 Mitarbeiter mit Niederlassungen in Europa, Asien, Australien, Latein- und Nordamerika. Die Forschungs- und Entwicklungsabteilung in der tschechischen Stadt Hradec Králové beschäftigt rund 260 Software-Ingenieure, -Entwickler und Berater. Im Jahr 2012 wurde GMC Software von Neopost erworben. Die Firma heißt heute Quadient.

## Geschichte
1986 gründeten Hein Gölthenboth und Max Matti GMC (Göltenboth Matti Company). Das Unternehmen agierte zunächst als Hardware-Integrator im Bereich des Hochgeschwindigkeitsdrucks. Unter der Leitung von René Müller entwickelte das Unternehmen ab 1994 Software für die digitale Druckerbranche. 1998 erfolgte die Eröffnung der Forschungs- und Entwicklungsabteilung in der tschechischen Stadt Hradec Králové. 2000 wurde das Unternehmen in GMC Software AG umbenannt. 2012 erfolgte eine Übernahme durch Neopost. Henri Dura wurde 2013  CEO. GMC Software Technology wurde 2017  zum vierten Mal in Folge im Gartner Magic Quadrant for Customer Communications Management Software als „Leader“ eingestuft. Neopost wurde 2019 in Quadient umfirmiert.